# 5 baengmanbur-ui sana-i
5 baengmanbur-ui sana-i (5백만불의 사나이?), noto anche con il titolo internazionale A Millionaire on the Run, è un film del 2012 scritto da Chun Sung-il e diretto da Kim Ik-ro.

## Trama
Il presidente di un'importante società, Han, ordina al suo sottoposto Choi Young-in di consegnare cinque milioni di dollari, che in realtà sarebbero denaro illecito; quello che Young-in non sa è che in realtà Han ha pianificato di ucciderlo per potersi tenere il denaro e fingere che sia andato perduto per una rapina finita male. Young-in si accorge però dell'inganno e, grazie anche all'aiuto di Mi-ri, elabora una contro-tattica.

## Distribuzione
In Corea del Sud la pellicola ha goduto di una distribuzione a livello nazionale a cura della CJ Entertainment, a partire dal 19 luglio 2012.